# Pachnobia helenae
Pachnobia helenae là một loài bướm đêm trong họ Noctuidae.